# Wereldkampioenschap dammen 2024
Sjabloon:Infobox damwedstrijd
Het Wereldkampioenschap dammen 2024 vond plaats tussen 18 en 31 december in het stadhuis van Wageningen. Zowel bij de heren als de vrouwen werd de wereldtitel beslist in een matchvorm tussen de regerend wereldkampioen en de uitdager.
- Herenmatch: wereldkampioen Joeri Anikejev (Oekraïne) versus uitdager Jan Groenendijk (Nederland).
- Vrouwenmatch: wereldkampioene Viktoriia Motrichko (Oekraïne) versus uitdager Darya Tkachenko (Nederland).

Beide matches eindigden na twaalf reguliere partijen niet in een beslissing, waarna de tiebreaks de beslissing brachten. Groenendijk en Tkachenko kroonden zich tot nieuwe wereldkampioenen.

## Opzet
De matches bestonden uit twaalf klassieke partijen. 
Na 12 reguliere games wint de speler met de hoogste score de wereldtitel, maar alleen als hij/zij minimaal 2 games hiervan heeft gewonnen. 
Bij een gelijkspel na de klassieke partijen wordt de tiebreak gespeeld tot de eerste overwinning, dus met Golden Score. 
De tiebreak eindigt wanneer de eerste speler een tweede overwinning behaalt in alle reguliere spellen en alle tiebreakspellen samen.
Behalve wanneer er een gelijkspel is in klassieke spellen, dan eindigt de tiebreak altijd wanneer de eerste speler een eerste tiebreak-overwinning behaalt.
De tiebreak bestaat uit maximaal 2 Rapid-partijen met een tijdschema van 20 minuten plus 10 seconden per zet. Indien nodig worden er daarna 4 Blitz-partijen (10'+5”) gespeeld en tot slot 1 Superblitz met 10'+ 2.

### Herenmatch
Groenendijk begon als uitdager tegen wereldkampioen Anikejev. De reguliere match werd gekenmerkt door veel remises. Groenendijk wist een partij te winnen maar dat is niet voldoende voor de titel. In de tiebreak sloeg Groenendijk nogmaals toe en won overtuigend.
| Speler          | Land      | Resultaat           |
| --------------- | --------- | ------------------- |
| Jan Groenendijk | Nederland | Winst (na tiebreak) |
| Joeri Anikejev  | Oekraïne  | Verlies             |

## Resultaten
Algemeen met eindstand van blitz erbij
| Pos | Naam            | Rating | R1 | R2 | R3 | R4 | R5 | R6 | R7 | R8 | R9 | R10 | R11 | R12 | Totaal |
| --- | --------------- | ------ | -- | -- | -- | -- | -- | -- | -- | -- | -- | --- | --- | --- | ------ |
| 1   | Jan Groenendijk | 1588   | 1  | 1  | 1  | 1  | 1  | 1  | 1  | 1  | 1  | 1   | 1   | 2   | 15     |
| 2   | Joeri Anikejev  | 1524   | 1  | 1  | 1  | 1  | 1  | 1  | 1  | 1  | 1  | 1   | 1   | 0   | 11     |

Rapid
| Pos | Naam            | Rating | R1 | R2 | Totaal |
| --- | --------------- | ------ | -- | -- | ------ |
| 1   | Joeri Anikejev  | 1524   | 1  | 1  | 2      |
| 2   | Jan Groenendijk | 1588   | 1  | 1  | 2      |

Blitz
| Pos | Naam            | Rating | R1 | R2 | R3 | Totaal |
| --- | --------------- | ------ | -- | -- | -- | ------ |
| 1   | Jan Groenendijk | 1588   | 1  | 1  | 2  | 4      |
| 2   | Joeri Anikejev  | 1524   | 1  | 1  | 0  | 2      |

### Vrouwenmatch
Ook bij de vrouwen eindigde de klassieke match in evenwicht. In de beslissende rapidpartij wist Tkachenko wereldkampioene Motrichko te verslaan.
| Speler              | Land      | Resultaat           |
| ------------------- | --------- | ------------------- |
| Darya Tkachenko     | Nederland | Winst (na tiebreak) |
| Viktoriia Motrichko | Oekraïne  | Verlies             |

## Resultaten
Algemeen met eindstand van Rapid erbij
| Pos | Naam                | Rating | R1 | R2 | R3 | R4 | R5 | R6 | R7 | R8 | R9 | R10 | R11 | R12 | Totaal |
| --- | ------------------- | ------ | -- | -- | -- | -- | -- | -- | -- | -- | -- | --- | --- | --- | ------ |
| 1   | Darya Tkachenko     | 1395   | 1  | 1  | 1  | 1  | 2  | 1  | 1  | 0  | 1  | 1   | 1   | 1   | 14     |
| 2   | Viktoriya Motrichko | 1390   | 1  | 1  | 1  | 1  | 0  | 1  | 1  | 2  | 1  | 1   | 1   | 1   | 12     |

Rapid
| Pos | Naam                | Rating | R1 | R2 | Totaal |
| --- | ------------------- | ------ | -- | -- | ------ |
| 1   | Darya Tkachenko     | 1395   | 1  | 2  | 3      |
| 2   | Viktoriya Motrichko | 1390   | 1  | 0  | 1      |